# Caroline Lagergren (politiker)
Caroline Rydin Lagergren, född 24 juli 1986, är en svensk jägmästare och tidigare ungdomspolitiker från Mariestad. Hon är dotter till Stig Lagergren, lokalpolitiker för Moderaterna, och Katarina Lagergren, tidigare lärare i hem- och barnkunskap vid Mariaskolan i Mariestad. 

## Biografi
Caroline Lagergren var mellan 2012 och 2014 generalsekreterare för Moderata ungdomsförbundet och mellan åren 2010 och 2012 var hon förste vice förbundsordförande. Lagergren är uppvuxen i Boterstena utanför Mariestad. År 2010 började hon läsa till jägmästare vid Sveriges Lantbruksuniversitet (SLU), inriktning skogsindustriell ekonomi. Lagergren läste sin universitetsutbildning parallellt med sitt uppdrag som generalsekreterare. Lagergren arbetade bland annat med opinionsbildning kring ökad andel kvinnor i skogsnäringen och hennes kandidatuppsats från 2013, skriven tillsammans med Hanna Wickberg, undersökte jämställdhetsarbetet vid två skogsföretag.
År 2017-2024 var hon konsult och vice VD på reklambyrån Hellsten kommunikation. Hösten 2024 blev hon näringspolitisk rådgivare vid Svenskt näringslivs regionkontor i Västergötland.